# Jílovice (Hradec Králové-i járás)
Jílovice település Csehországban, a Hradec Králové-i járásban. Jílovice Jeníkovice, Vysoký Újezd, Libníkovice, Výrava és České Meziříčí településekkel határos. Lakosainak száma 310 fő (2024. január 1.).

## Népesség
A település lakosságának változását az alábbi diagram mutatja:
| Lakosok száma | 452  | 505  | 445  | 326  | 253  | 250  | 301  | 303  | 319  | 310  |
|               | 1869 | 1890 | 1921 | 1950 | 1980 | 2001 | 2017 | 2019 | 2022 | 2024 |